# Ягодинский, Виталий
Виталий Ягодинский (латыш. Vitalijs Jagodinskis; 28 февраля 1992, Рига, Латвия) — латвийский футболист, защитник клуба «Висакха». Выступал в национальной сборной Латвии.

## Клубная карьера
Ягодинский начал заниматься в клубе «Даугава 90». В высшей лиге чемпионата Латвии дебютировал 1 августа 2009 года в составе «Даугавы» в матче с «Блазмой» (0:3). Эта игра стала для Ягодинского единственной за рижский клуб.
Вскоре он перешёл в клуб «Юрмала-VV», в котором стал основным игроком. В чемпионате Латвии провёл за эту команду 51 матч, а в сезоне 2011 года (8-е место в высшей латвийской лиге) сыграл в 26 из 32 матчей чемпионата.
В январе 2012 года Ягодинский приехал в киевское «Динамо» на просмотр. В составе молодёжной команды «бело-синих» он принял участие в Мемориале Макарова и вышел в полуфинал соревнований, после чего подписал контракт с клубом.
17 марта 2012 года 20-летний латвиец дебютировал за молодёжный состав «Динамо», выйдя на замену вместо Янко Симовича в домашней игре против сверстников из «Днепра», завершившейся вничью 1:1. Всего в том сезоне сыграл в семи матчах за молодёжную команду.
В следующем сезоне 2012/13 Ягодинский стал основным защитником молодёжки «Динамо», проведя 26 из 30 матчей и заработав шесть жёлтых карточек. 1 августа 2014 года на правах аренды перешёл в состав ужгородской «Говерлы».
В октябре 2016 года стал игроком венгерского «Диошдьёра». После окончания контракта с «Диошдьёром» летом 2017 года Ягодинский в октябре подписал контракт на один год с румынским клубом «Политехника (Яссы)», куда его пригласил тренер Флавиус Стойкан.
В начале 2020 года стал игроком клуба «Валмиера».
28 февраля 2024 года он перешел в клуб чемпионата Болгарии «Пирин Благоевград».

## Сборная
Ягодинский был капитаном молодёжной сборной Латвии. Принял участие во всех матчах отборочного турнира к молодёжному чемпионату Европы 2013 года. 14 августа 2013 года Ягодинский получил вызов в основную сборную на товарищеский матч против Эстонии.